# جهاز علمي

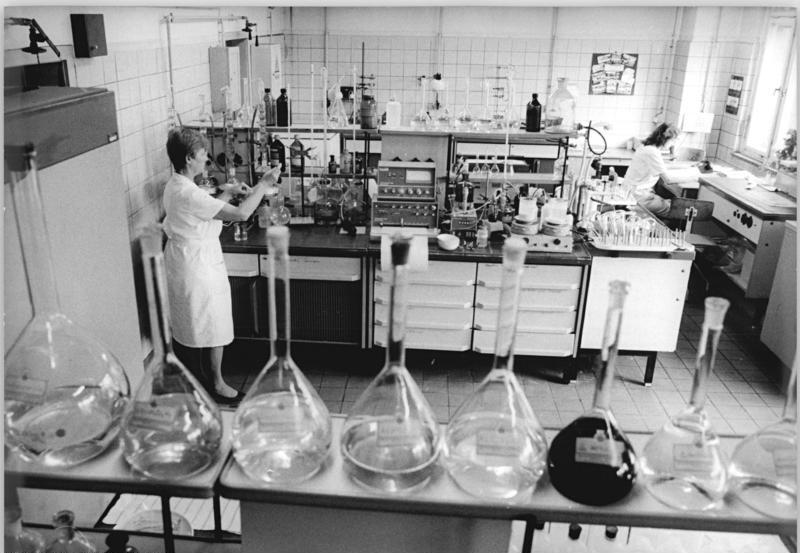

الجهاز العلمي هو وسيلة تقنية تُستخدم لأهداف وأغراض علمية، بما في ذلك دراسة الظواهر الطبيعية والبحوث النظرية.

## التاريخ
تاريخيًا، مصطلح الجهاز العلمي يختلف اعتمادًا على الاستخدام والقوانين والفترة الزمنية. قبل منتصف القرن 19، أُشير إلى الأدوات العلمية على أنَّها أجهزة وأدوات «فلسفية طبيعية» أو فلسفية فقط. والأدوات الأقدم من العصور القديمة إلى العصور الوسطى (مثل الأسطرلاب وساعة البندول) تواجه تعريفًا أكثر حداثة ك «أداة طُورت لاكتشاف الطبيعة من حيث الكمية أو النوعية». يتم صناعتها من قبل صناع الآلات اللذين يعيشون بالقرب من مراكز التعلم أو البحث، مثل الجامعات أو مختبر الأبحا. يصمم صانعو هذه الأدوات يصنعونها ويصقلونها وفق غرض معين، ولكن إذا كان الطلب كافيًا، فستدخل الأداة في الإنتاج كمنتج تجاري. وفي أثناء الحرب العالمية الثانية، أدى ازدياد الطلب على تحليلات محسنة لمنتجات الحرب كالأدوية والوقود والعوامل المسلحة، بالأدوات العلمية إلى آفاق جديدة. اليوم، تطرأ التغيرات التي تحدث على الأدوات المُستخدمة في المساعي العمية -تحديدًا الأدوات التحليلية- بسرعة، تزامنًا مع تزايد الربط ما بين أجهزة الكمبيوتر وأنظمة إدارة البيانات.

## نطاقها
تختلف هذه الأدوات اختلافًا شاسعًا في الحجم والشكل والغرض والتعقيد والمضاعفات. وهي شاملة لمعدات مخبرية بسيطة نسبيًا مثل: المقاييس، مسطرة، كرونومتر، مقياس الحرارة بأنواعه وغيرها. وهنالك أدوات بسيطة أخرى تم تطويرها في أواخر القرن 20 وأوائل القرن 21 منها: the FoldScope (مجهر بصري)،the SCALE (جدول دوري KAS)، the MasSpec Pen (قلم كاشف لمرض سرطان)، مقياس الجلوكوز وغيرهم وأيضًا قد تكون بعض هذه الأدوات ضخمة ذات أهمية في التعقيد كمصادمات الجسميات أو هوائيات التلسكوب الراديوي. وعلى عكس ذلك تمامًا، تتطور تقنيات المجهر والقياس النانوي وتتجه إلى النقطة التي تتحول فيها أحجام الأدوات لتصبح أجهزة دقيقة، بما في ذلك الأدوات الجراحية النانوية والروبوتات النانوية الحيوية والإلكترونيات الحيوية.

## العصر الرقمي
تعتمد الأدوات العلمية بشكل متزايد على التكامل مع أجهزة الكومبيوتر لتطوير وتبسيط التحكم، وتعزيز وتوسيع نطاق استخدامها ووظائفها، وتنظيم استقبال وأخذ البيانات وجمعها وحلها وتحليلها (كلاهما أثناء العملية وبعدها)، والتخزين والاسترجاع. يمكن إيصال الأدوات العلمية كشبكة محلية (LAN) مباشرة عن طريق البرامج الوسيطة وبالوسع أيضًا دمجها كجزء من تطبيق إدارة المعلومات ومنها نظام إدارة المعلومات(LIMS). يمكن دعم وتعزيز اتصال الأدوات العلمية أكثر عن طريق استخدام تقنيات إنترنت الأشياء ((internet of things (IOT) الذي يسمح بدوره على سبيل المثال المختبرات البعيدة والمفصولة بتوصيل أدواتها بشبكة تتيح لهم مراقبها عن بعد من محطة عمل أو جهاز محمول.

## أمثلة على أدوات علمية
- مقياس تسارع
- الأميتر، يقيس التيار الكهربائي
- مقياس شدة الرياح، وسرعة الرياح
- الفرجار
- المسعر الحراري
- تسلسل الحمض النووي، علم الأحياء الجزيئي
- دينامومتر
- الالكترومتر
- المكشاف الكهربائي يقيس شحنة كهربائية
- محلل الكهرباء مختص في الطاقة الحركية للجزيئات المشحونة
- قياس إهليلجي مؤشرات الانكسار البصري
- مغواز مختص بقياس مقدار التغير في حجم الغاز
- Gravimeter ، الجاذبية
- مقياس السوائل
- مقياس الميل
- المداخل مقياس التداخل، أطياف ضوء الأشعة تحت الحمراء
- المغنطيسية، تختص في المجال المغناطيسى
- مقياس التدفق المغناطيسي
- المانومتر
- مطيافية الكتلة
- ميكرومتر (جهاز قياس)
- المجهر، التكبير البصري
- مطياف الرنين المغناطيسي النووي لتحديد مركب كيميائي والتصوير التشخيصي الطبي
- مقياس مقاومة
- منظار الذبذبات، مختص بجهد الإشارة الكهربائية، السعة، الطول الموجي، التردد
- مقياس الزلازل، التسارع
- الطيفية، تردد الصوت، الطول الموجي، السعة
- مقياس الطيف، تردد الضوء، الطول الموجي، السعة
- التلسكوب
- ميزان الحرارة
- المزواة
- المزدوجة الحرارية
- مقياس الجهد الكهربائي

## قائمة الشركات المصنعة للأدوات العلمية
- 454 علوم الحياة (454 Life Sciences)، الولايات المتحدة الأمريكية
- ADInstruments ، نيوزيلندا
- Agilent Technologies ، الولايات المتحدة الأمريكية
- Anton Paar ، النمسا
- A. Reyrolle & Company
- Beckman Coulter ، الولايات المتحدة الأمريكية
- Bruker ، الولايات المتحدة الأمريكية
- شركة كامبردج للأدوات العلمية (Cambridge Scientific Instrument Company)، المملكة المتحدة
- Horiba ، اليابان
- JEOL ، اليابان
- شركة (LECO Corporation) LECO ، الولايات المتحدة الأمريكية
- شركة مارس الدولية (Markes International)، المملكة المتحدة
- أدوات مالفيرن (Malvern Instruments)، المملكة المتحدة
- شركة ماكفيرسون (McPherson Inc)، الولايات المتحدة الأمريكية
- Mettler Toledo ، سويسرا / الولايات المت
- شركة أنظمة (MTS Systems Corporation) MTS ، الولايات المتحدة الأمريكية
- Novacam Technologies ، كندا
- أدوات أكسفورد (Oxford Instruments)، المملكة المتحدة
- Pall Corp ، الولايات المتحدة الأمريكية
- PerkinElmer ، الولايات المتحدة الأمريكية
- Polymer Char ، إسبانيا
- Shimadzu Corp ، اليابان
- Techtron, Melbourne ، أستراليا
- Thermo Fisher Scientific ، الولايات المتحدة الأمريكية
- شركة المياه (Waters Corporation)، الولايات المتحدة الأمريكية

## قائمة مصممي الأدوات العلمية
- ويليام جونز(أخصائي عيون)
- بيتروس جاكوبس كيب
- جوستاف لوبون
- يوهانس شونر
- آرين رويلوفس Arjen Roelofs
- جورج فريدريك فون رايشنباخ

## تاريخ الأدوات العلمية
تاريخ العلوم والتكنولوجيا في جمهورية الصين الشعبية https://en.wikipedia.org/wiki/History_of_science_and_technology_in_the_People%27s_Republic_of_China

### المتاحف
- مجموعة من الأدوات العلمية التاريخية (CHSI)

Harvard Collection of Historical Scientific Instruments
- متحف بورهاف

Museum Boerhaave
- مؤسسة التراث الكيميائي

Science History Institute
- المتحف الألماني
- معرض رويال فكتوريا لتشجيع العلوم العملية

Royal Victoria Gallery for the Encouragement of Practical Science
- متحف ويبل لتاريخ العلوم

Whipple Museum of the History of Science

## أنواع الأدوات العلمية
- أدوات بصرية

Optical instrument
- أدوات الاختبار الالكترونية

Electronic test equipment